# 周睿羊
周 睿羊（しゅう えいよう、周睿羊、ツォウ・ルイヤン、1991年3月8日 - ）は中国の囲碁棋士。陝西省西安市出身、中国囲棋協会所属、九段。洛陽龍門杯中国囲棋棋聖戦2連覇、百霊愛透杯世界囲碁オープン戦優勝など。陳耀燁、李喆、朴文尭らとともに小豹世代と呼ばれた。

## 経歴
7歳で囲碁を学び、9歳で呉肇毅囲碁道場に入り、後に聶衛平囲碁道場に入る。2001年全国少年棋戦2位。2002年世界青少年囲碁選手権大会少年組に優勝、広東省少年大会1位。同年初段。2004年に晩報杯全国業余囲棋選手権戦優勝、リコー杯新秀戦準優勝。同年から中国囲棋甲級リーグに北京海淀チームで出場。2005、06年に富士通杯U15少年囲棋戦に優勝。2006年に天元戦、07年に名人戦で挑戦者となり、いずれも古力に1-2、0-3で敗れる。2007年五段。2007、08年に新人王戦連続優勝。2008年、三星火災杯で、李映九、李喆らを破ってベスト4進出するが、準決勝で孔傑に0-2で敗れる。同年棋王戦で、決勝で李康に勝って一般棋戦初優勝。
2008年の第1回ワールドマインドスポーツゲームズでは、男子個人戦に出場し、4勝2敗で予選リーグ3位。2010年アジア競技大会男子団体戦に出場し銀メダル獲得。2013年百霊愛透杯で世界戦初優勝し、九段昇段。同年国内最高賞金棋戦として創設された第1期洛陽竜門杯棋聖戦に優勝、以後2連覇。2017年新奥杯ベスト4、LG杯（第22回）ベスト16。
甲級リーグ戦では、2006年まで北京海淀、07年から山東網通に所属、06年には主将として常昊、李世乭にも勝利、2010年には16勝6敗の成績で最優秀主将。2015年は16勝6敗で最多勝。中国棋士ランキングでは05年8月に38位、07、09年に8位、2010年に1位。

### タイトル歴
- 百霊愛透杯世界囲碁オープン戦 2013年
- 富士通杯U15少年囲棋戦 2005、06年
- 新人王戦 2007、08年
- 威孚房開杯棋王戦 2008年
- 野狐杯囲棋招待戦 2009、10年
- リコー杯囲棋戦 2013年
- 洛陽龍門杯中国囲棋棋聖戦 2013、14年
- 寧波杭州湾方太杯世界冠軍争覇戦 2017年
- 華山智巓棋妙未来世界対抗戦 2017年

### その他の棋歴
国際棋戦
- LG杯世界棋王戦 準優勝 2014年、2017年
- 春蘭杯世界囲碁選手権戦 準優勝 2015年
- 三星火災杯世界オープン戦 ベスト4 2008年、ベスト8 2010、14年、16年
- 新奥杯世界囲碁オープン戦 ベスト4 2017年
- BCカード杯世界囲碁選手権 ベスト8 2011、12年
- Mlily夢百合杯世界囲碁オープン戦 ベスト4 2013年、ベスト8 2015年
- ワールドマインドスポーツゲームズ 2008年男子個人戦 4-2（×睦鎮碩、○Santiago Andres Tabares、○Bemjamin Gigot、○Sam Inhang、○Mihai Valentin Serban、×李沂修）
- スポーツアコードワールドマインドゲームズ 2013年男子団体戦準優勝、男女ペア戦優勝（王晨星とペア）
- 珠鋼杯世界囲碁団体選手権・金竜城杯世界囲碁団体選手権 準優勝 2013年、2015年
- IMSAエリートマインドゲームズ 2016年男子団体戦準優勝
- 国手山脈杯国際囲棋戦 2016年団体対抗戦準優勝
- 国際新鋭囲碁対抗戦
  - 2006年 3-0（○黄翊祖、○林書陽、○姜東潤）
  - 2007年 2-1（×瀬戸大樹、○林書陽、○金志錫）
- 農心辛ラーメン杯世界囲碁最強戦
  - 2011年 0-1（×崔哲瀚）
  - 2012年 1-1（○高尾紳路、×安国鉉）
  - 2014年 0-1（×朴廷桓）
  - 2017年 0-1（×申旻埈）
- 招商地産杯中韓囲棋団体対抗戦
  - 2011年 1-1（×崔哲瀚、○尹畯相）
  - 2014年 0-2（×朴廷桓、×金志錫）

国内棋戦
- リコー杯新秀戦 準優勝 2004年
- 天元戦 挑戦者 2006年
- 名人戦 挑戦者 2007年
- NEC杯囲棋賽 準優勝 2007年
- 全国囲棋個人戦 2位 2009年、3位 2007年
- 倡棋杯中国プロ囲棋選手権戦 準優勝 2010年
- 全国体育大会 2010年男子個人戦3位
- 全国智力運動会 2011年男子団体戦優勝（山東チーム）、男子個人快棋戦2位
- 阿含・桐山杯中国囲棋快棋公開戦 準優勝 2012年
- 棋王戦 準優勝 2013年
- 中国囲棋甲級リーグ戦
  - 2004年（北京海淀）
  - 2005年（北京海淀）15-7
  - 2006年（北京海淀）12-10
  - 2007年（山東網通）14-8
  - 2008年（山東網通）13-8
  - 2009年（山東網通）11-11
  - 2010年（山東網通）16-6
  - 2011年（山東景芝酒業）12-10
  - 2012年（山東景芝酒業）14-8
  - 2013年（山東景芝酒業）11-11
  - 2014年（山東景芝酒業）14-8
  - 2015年（山東景芝酒業）16-6
  - 2016年（山東景芝酒業）13-9
  - 2017年（山東景芝酒業）14-12
  - 2018年（国旅聯合厦門）